# Bangalore Open 2006
Il Bangalore Open 2006 è stato un torneo di tennis giocato sul cemento. È stata la 4ª edizione del Bangalore Open ,che fa parte della categoria Tier III nell'ambito del WTA Tour 2006. Si è giocato al KSTLA Signature Kingfisher Tennis Stadium nella città indiana di Bangalore dal 13 al 19 febbraio.

## Campionesse

### Singolare
Mara Santangelo ha battuto in finale  Jelena Kostanić con il punteggio di 3–6, 7–6(5), 6–3

### Doppio
Liezel Huber /  Sania Mirza hanno battuto in finale  Anastasija Rodionova /  Elena Vesnina con il punteggio di 6–3, 6–3